# نبيه فرحات
لواء أركان الحرب نبيه فرحات (1938 -) هو ضابط لبناني تولى منصب مدير عام المديرية العامة لأمن الدولة اللبنانية من من 17/11/1988 إلى 21/12/1998.
و كان مدرساً في المدرسة الحربية و كلية الأركان وقائداً للواء المغاوير و نائباً أول لمدير مخابرات الجيش اللبناني (الشعبة الثانية أو المكتب الثاني سابقا) ثم مديراً للمخابرات في فترة الحكومتين (الدكتور سليم الحص و العماد ميشال عون). و قد أسسً 'فرقة المكافحة' التابعة لمخابرات الجيش اللبناني.